# Шо, Франсуа
Франсуа́ Чау (англ. François Chau, также Франсуа Кчау, Франсуа Тяу, род. 26 октября 1959, Пномпень, Камбоджа) — американский актёр, имеющий китайские и вьетнамские корни. Известен ролями доктора Пьера Чанга в сериале «Остаться в живых» и Шреддера в фильме «Черепашки-ниндзя II: Секрет канистры».
Он также играл роли китайского консула в телесериале «24» и китайского дипломата в «Звёздные врата: SG-1». Как приглашенная звезда снимался в сериалах «Отряд „Антитеррор“», «4исла», «Скорая помощь», «Спасатели Малибу», «Шпионка», «Анатомия страсти», «Военно-юридическая служба», «Медиум», и в видеоиграх серии Wing Commander.

## Фильмография
| Год       |   | Русское название                              | Оригинальное название                                                | Роль                        |
| --------- | - | --------------------------------------------- | -------------------------------------------------------------------- | --------------------------- |
| 1989      | ф | Железный треугольник                          | The Iron Triangle                                                    | капитан Дык                 |
| 1991      | ф | Черепашки-ниндзя II: Секрет канистры          | Teenage Mutant Ninja Turtles II: The Secret of the Ooze              | Шреддер                     |
| 1992      | ф | Беглый огонь                                  | Rapid Fire                                                           | Фаррис                      |
| 1993      | ф | Возврата нет                                  | Point of No Return                                                   | охранник здания             |
| 1997      | ф | Ниндзя из Беверли-Хиллз                       | Beverly Hills Ninja                                                  | Идзумо                      |
| 1997      | ф | Зона преступности                             | City of Industry                                                     | дядя Люк                    |
| 1998      | ф | Смертельное оружие 4                          | Lethal Weapon 4                                                      | «четыре отца»               |
| 2009      | ф | Гении                                         | Ingenious                                                            | мистер Чоу                  |
| 2005—2010 | с | Остаться в живых                              | Lost                                                                 | Пьер Чанг                   |
| 2013      | ф | 21 и больше                                   | 21 and Over                                                          | отец Джефа Чанга            |
| 2015      | ф | Поклонник                                     | The Boy Next Door                                                    | детектив Джонни Шу          |
| 2015      | с | Пространство                                  | The Expanse                                                          | Жюль-Пьер Мао               |
| 2020      | ф | Хищные птицы: Потрясающая история Харли Квинн | Birds of Prey (and the Fantabulous Emancipation of One Harley Quinn) | мистер Кео                  |
| 2024      | с | Аватар: Легенда об Аанге                      | Avatar: The Last Airbender                                           | Старший мудрец в храме Огня |